# Marcus Thrane
Marcus Møller Thrane (ur. 14 października 1817 w Christianii, zm. 30 kwietnia 1890 w Eau Claire) – norweski dziennikarz, pisarz i przywódca ruchu robotniczego.
Podstawowe struktury organizacji robotniczych zaczął tworzyć w roku 1848. W petycji skierowanej do króla Szwecji Oskara II i do Stortingu, podpisanej przez 13 tysięcy osób, domagał się między innymi przeprowadzania wyborów w głosowaniu powszechnym, równości wobec prawa, lepszej edukacji oraz wsparcia dla najuboższych rolników. W 1855 skazany pod zarzutem działalności wywrotowej. Od tej chwili Thrane stał się symbolem walki z wielkim kapitałem. W 1862 wyemigrował do Stanów Zjednoczonych, gdzie prowadził działalność polityczną w środowisku skandynawskich emigrantów, pisał artykuły i sztuki. W 1883 przyjechał na krótko do Norwegii, ale zrażony nikłym zainteresowaniem, jakie wzbudziły jego odczyty, wrócił do Stanów Zjednoczonych.